# Luis Antonio Sánchez
Luis Antonio Sánchez (Buenos Aires, 27 maggio 1910 – ...) è stato un calciatore argentino, di ruolo attaccante.

## Caratteristiche tecniche
Giocava come centravanti.

## Carriera

### Club
Sánchez debuttò in massima serie argentina durante il campionato del 1930: vestendo la maglia dell'Estudiantes Buenos Aires scese in campo per la prima volta il 29 giugno 1930 contro l'Estudiantes La Plata, segnando il gol d'apertura dell'incontro al 7º minuto. Divenne poi il centrattacco titolare della squadra, assommando 22 presenze e realizzando 7 reti. Passò dunque, nel 1931, al Platense, con la cui maglia esordì nel calcio professionistico argentino, prendendo parte alla Primera División organizzata dalla Liga Argentina de Football. Fu impiegato per la prima volta in tale torneo il 28 giugno 1931 contro il Lanús; della formazione di Vicente López si dimostrò efficace terminale offensivo, mettendo a segno 20 gol in 29 incontri. In virtù di questa buona prestazione venne acquistato, per la stagione successiva, al Boca Juniors campione in carica, al fine di rinforzarne i ranghi. Al suo primo torneo ufficiale con il Boca giocò 31 partite, segnando 12 gol; nel 1933 giocò 16 volte, con 3 marcature. Vinse il campionato 1934 all'ultima stagione con il Boca, presenziando in 26 occasioni e realizzando 11 gol. Tornò poi al Platense, con cui disputò altri tre campionati prima di lasciare la massima serie nazionale.

## Palmarès

### Club

#### Competizioni nazionali
- Campionato argentino: 1

Boca Juniors: 1934